# 本斯堡城堡
本斯堡城堡（德語：Schloss Bensberg）是位於德国北莱茵-威斯特法伦州贝吉施格拉德巴赫的一個狩猎小屋。

## 历史
1703年，約翰·威廉委託他人建造了這個建築物。目前該建築物由一家名为“Althoff Grandhotel Schloss Bensberg”的豪华酒店运营。